# 陰陽魔界

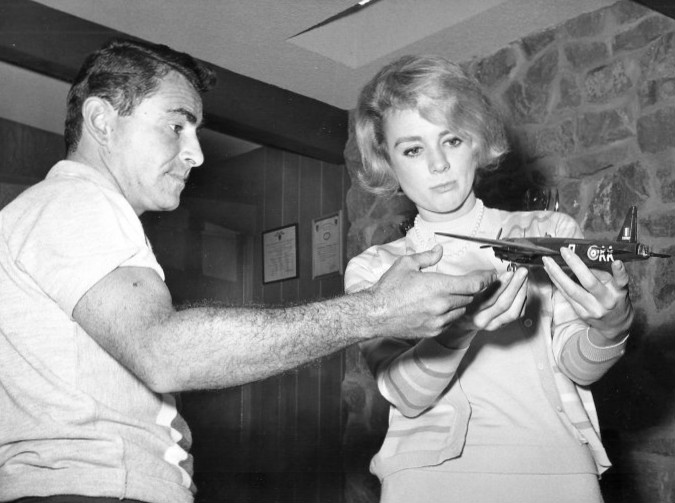
陰陽魔界拍攝現場

《陰陽魔界》（英語：The Twilight Zone），是美國1959年至1964年期間推出的半小時電視影集（期間第四季一度改為每集一小時），為黑白攝製，內容以怪誕、神祕主義為主，每集均為獨立單元小故事，全五季共156集。
本片也曾有許多當年尚名不見經傳，日後成為好萊塢一線巨星的演員參與各集的演出（如勞勃·瑞福、保羅·紐曼、威廉·薛特納、李奧納德·尼莫伊等）。
本片在台灣曾由台視以《奇幻人間》譯名（先前台視曾於1965年將另一部影集《One Step Beyond》以同譯名播映），於1967年1月6日～1967年8月25日期間，在每週五12:55-13:25播出。
在本作完結後20年的1983年再次推出新系列，以彩色畫面攝製。此版本在台灣則由華視購入播出。

## 外部連結
- 互联网电影数据库（IMDb）上《陰陽魔界》的资料（英文）
- 豆瓣电影上《陰陽魔界》的資料 （简体中文）